# Малки Вършец
Мàлки Вършèц (срещано и като Малък Вършец) е село в Северна България, община Севлиево, област Габрово.

## География
Село Малки Вършец се намира на около 37 km северозападно от центъра на град Габрово, 13 km северозападно от град Севлиево и 22 km изток-югоизточно от град Ловеч. Разположено е в средната част на Предбалкана, в Севлиевските височини, по полегатите долинни склонове на пресичащ селото от северозапад на югоизток малък ляв приток на река Крапец, която на около километър и половина южно от селото тече към язовир Александър Стамболийски и се влива в теснината при началото му, малко след устието на река Росица. Надморската височина в селото при сградата на читалището е около 372 m, на север нараства до около 380 – 400 m, а на югозапад и запад – до около 400 – 420 m. На около 2 km северозападно от селото се намира възвишението Вършец (498,7 m), а на около 1,5 km югозападно – възвишението Кайлъка (418,4 m).
През Малки Вършец минава третокласният републикански път III-403, който на югоизток след село Кормянско води към връзка с първокласния републикански път I-4, съвпадащ с Европейски път Е772, и към Севлиево, а на север през селата Агатово, Крамолин, Коевци и град Сухиндол – до Павликени. Общински път от Малки Вършец на изток води до село Градище.
Населението на село Малки Вършец, наброявало 1541 души при преброяването към 1934 г., намалява до 459 към 1985 г., 302 към 2001 г. и 148 души (по текущата демографска статистика за населението) към 2019 г.
При преброяването на населението към 1 февруари 2011 г., от обща численост 215 лица, за 144 лица е посочена принадлежност към „българска“ етническа група, за 59 – към „турска“, за 10 – към ромска и за останалите не са посочени данни в източника.

## История
През 1934 г. дотогавашното населено място село Сръбè е преименувано на село Малки Вършец

### Църква
Църквата „Свети Пророк Илия“ в село Малки Вършец е построена през лятото на 1879 г. и е осветена през януари 1880 г..

### Училище
Според кратка историческа справка от учителя Христо Пушкаров, учителствал в селото през периода 1900 – 1905 г., първото училище в село Сръбè е открито през октомври 1858 г. в частна къща в Рачевска махала. От 1860 до 1862 г. в селото не е имало училище по липса на учители, затова децата са ходели на училище в съседното село Градище. Застой в училищното дело в селото поради липса на учители е имало и в по-късен период.
Като начално, училището в село Сръбè (Малки Вършец) съществува от 1889 г. – с една паралелка. През 1909 – 1910 г. е построена училищна сграда с четири класни стаи и една учителска стая. Понеже училищната сграда не може да побере всички ученици, за учебни стаи на началното училище се използвани и помещения от съседни частни къщи. Открит е прогимназиалрн курс и от 1921 до 1923 г. се откриват последователно I, II и III прогимназиални класове. Прогимназията е просъществувала самостоятелно до 1935 г., когато към началното училище са направени пристройки и училището става основно. През учебната 1953 – 1954 г. поради намаляването на броя на учениците се сливат І и ІІ клас. Сливането на класове продължава и през следващите учебни години, като през 1956 – 1957 учебна година се засяга и средната степен. От 1972 г. училището се закрива и учениците са пренасочени да учат в село Крамолин.

### Кредитна кооперация
На 29 юни 1908 г. в село Mалки Вършец (тогава село Сръбе) е основано кооперативно сдружение под наименованието Земеделско спестовно заемно дружество „Пробуда“. Приет е и първият устав, като целта на дружеството е била: развиване на спестовността, доставка на земеделски инвентар и подпомагане на умственото и нравствено издигане на членовете на дружеството и другите жители на селото. Дружеството е снабдявало населението с хранителни продукти, приемало е влогове, кредитирало е селяните за доставка на земеделски инвентар и други. През март 1921 г. дружеството е преименувано на Кредитна кооперация „Пробуда“ (Популярна банка – село Малки Вършец). Кооперацията приема спестовни влогове, отпуска заеми, доставя стоки и инвентар, изкупува земеделски произведения. На 1 май 1925 г. се открива потребителен магазин.
На 26 март 1948 г. кредитната кооперация в село Малки Вършец се трансформира на Всестранна кооперация „Спасител“. Дейността на всестранната кооперация се изразява в следното: търговия на дребно, обществено хранене, изкупуване на селскостопански произведения, месодобив, хлебопроизводство, изваряване на ракия, млекопреработване и други. Влогонабирането и заемите отпадат от дейността на кооперацията и преминават към държавната спестовна каса. От 15 септември 1952 г. всестранната кооперация се преименува на Селкооп „Спасител“ – село Малки Вършец, а от 19 април 1958 г. – на Потребителна кооперация „Спасител“. През този период отпадат от кооперацията дейностите месодобив и млекопреработване. През януари 1976 г. е взето решение за сливане на кооперацията в Малки Вършец с Потребителна кооперация „Искра“ – село Градище при запазване на двата управителни съвета.

### Читалище
Първото читалище в село Малки Вършец е основано през март 1909 г. под наименованието „Искра“. Инициатор на основаването му е бил тогавашният учител в селото Гочо Москов от Севлиево, по-късно лекар-хирург, професор в Софийския университет. Първоначално дейността на читалището се е изразявала в набиране на нови членове, набавяне на книги, списания и вестници за библиотеката, уреждане читалня в празнични дни в тогавашното училище, изнасяне на сказки и представления с участието на учителите и по-будни селяни. Войните (1912 – 1918 г.) стават причина да бъде преустановена дейността на читалището. През пролетта на 1918 г. група ученици от селото, учещи в Педагогическото училище в Севлиево, основават дружество под наименованието „Ученическа библиотека – Труд“. За целта всеки от тях подарява част от своите книги и така е положено началото на общата библиотека с около 100 тома. През лятната ваканция на 1918 г. библиотеката е преместена от Севлиево в Малки Вършец. При настъпването на новата учебна 1918 – 1919 г. библиотеката отново е пренесена в Севлиево, където се ползва от гимназията. След завръщането на учениците гимназисти в селото, на 12 юли 1919 г. общоселско събрание решава ученическата библиотека да се преобразува в читалище с име „Труд“. Прибрани били и запазените книги и покъщнината (маси, пейки и други) на старото читалище „Искра“. През 1934 г. читалището участва в общия строеж на общинския кооперативен и читалищен дом в центъра на селото, след завършването на който в определената за него част са пренесени библиотеката, наброяваща вече към 2000 тома, списания и други. Уредена е и просторна читалня. През 1960 г. е открита новопостроената читалищна сграда, която разполага с библиотека и салон (200 места) за представления, концерти, кинопрожекции и други. Читалището е преименувано на името на загиналия партизанин Георги Христов. От 1968 г. отпада членският внос и читалището преминава изцяло на държавна издръжка. С решение от 20 ноември 1997 г. на Габровския окръжен съд, читалище „Искра“ – село Малки Вършец е вписано в регистъра за юридически лица с нестопанска цел, с предмет на дейност – да създава, опазва и разпространява духовните ценности, да развива творческите способности и задоволява културните потребности на населението в село Малки Вършец.

### ТКЗС
На 22 януари 1946 г. при Популярната банка (Кредитната кооперация) – село Малки Вършец се основава Трудово-земеделски производителен отдел със самостоятелен баланс и сметка. Дейността на отдела е: растениевъдство, овощарство, лозарство, ливадарство, винарство, животновъдство, пчеларство, млекопреработване и други. След ликвидирането през 1948 г. на Популярната банка, трудово-земеделският производствен отдел преминава към новообразуваната Всестранна кооперация в селото. През август 1950 г. общото събрание на членовете на отдела приема примерния устав на ТКЗС и отделът се обособява в отделно юридическо лице под името Трудово кооперативно земеделско стопанство (ТКЗС) "Единство” – село Малки Вършец. Освен основна дейност, стопанството се занимава и с допълнителни дейности, като според нуждите е откривало и странични предприятия. На 1 януари 1959 г. ТКЗС "Единство” – село Малки Вършец, ТКЗС „9 септември“ – село Градище и ТКЗС „Втора петилетка“ – село Дебелцово се обединяват в Обединено трудово кооперативно земеделско стопанство (ОТКЗС) – село Малки Вършец. Реформите в селското стопанство през следващите години превеждат първоначалното ТКЗС през организационните форми Държавно земеделско стопанство, Аграрно-промишлен комплекс и структурни подразделения. От 1 януари 1990 г. земеделското стопанство се преименува в Трудово кооперативно земеделско стопанство – село Малки Вършец. С решение от септември 1992 г. Габровският окръжен съд прекратява и обявява в ликвидация стопанството и назначава ликвидационен съвет по § 13 от Преходни и Заключителни разпоредби на ЗСПЗЗ, а през 1995 г. по разпоредби в ЗСПЗЗ е прекратена дейността на ликвидационния съвет и стопанството е заличено от регистъра на окръжния съд.

## Население
Преброяване на населението през 2011 г.
Численост и дял на етническите групи според преброяването на населението през 2011 г.:
|                     | Численост | Дял (в %) |
| Общо                | 215       | 100,00    |
| Българи             | 144       | 66,97     |
| Турци               | 59        | 27,44     |
| Цигани              | 10        | 4,65      |
| Други               | 0         | 0,00      |
| Не се самоопределят | 0         | 0,00      |
| Неотговорили        | 0         | 0,00      |

## Обществени институции
Село Малки Вършец към 2020 г. е център на кметство Малки Вършец.
В село Малки Вършец към 2020 г. има:
- действащо читалище „Искра – 1909“;[27][28]
- пощенска станция.[29]